# Baloji
Baloji (12 de septiembre de 1978, Lubumbashi, República Democrática del Congo) es un rapero, director de cine y guionista belga de origen congoleño. Conocido como MC Balo en el grupo de hip hop Starflam, continuó como solista a partir de 2004.

## Carrera

### Comienzos con Starflam
Nacido fuera del matrimonio, de padre belga y madre congoleña, se trasladó a Bélgica con su padre para vivir en Ostende, perdiendo todo contacto con su madre. Sintiéndose extraño en su nuevo entorno y tras disputas con su padre y pequeños delitos y problemas con la policía, abandonó el hogar y vivió en una casa de delincuentes juveniles trabajando en su pasión por el rap y el baile. Junto a sus amigos, formó la banda de hip hop Starflam a los 15 años.
El álbum debut autotitulado de la banda en 1998 fue Starflam y el álbum de seguimiento Survivant publicado en Capitol / EMI en 2001 fue disco de platino y se reeditó con un Survivant - Édition Spéciale en EMI al año siguiente. En 2003, la banda tuvo otro álbum de estudio Donne moi de l'amour. Pero tras diferencias con los demás miembros de la banda, Baloji abandonó la música en 2004.

### Solista
Después de que Baloji descubriera una carta de su madre que no veía desde 1981, y tras ganar un concurso de poesía en París, decidió volver a la música en 2006 como solista. Su álbum debut en solitario en 2008, titulado Hotel Impala, era un disco autobiográfico sobre su vida que incluía una sincera respuesta a la carta de su madre.
El álbum fue certificado disco de oro, y ganó dos premios "Octaves de la musique", así como los premios Rapsat-Lelièvre y Brassens para letristas. Le siguieron los álbumes Kinshasa Succursale en 2011 y 64 Bits y Malaquita en 2015.

### Cineasta
En 2019, Baloji estrenó el cortometraje Zombies, el cual escribió, dirigió y protagonizó, donde se enfoca en resaltar la obsesión de las personas con estar permanentemente en línea y conectadas, planteando al teléfono celular como una extensión de la persona así como un aislamiento autoimpuesto. Su ópera prima, Presagio, ganó el Premio a Nuevas Voces en la sección Un Certain Regard del Festival Internacional de Cine de Cannesy fue la candidatura belga para el Óscar a Mejor Película Internacional. En 2024 presidió el jurado de la Cámara de Oro junto a Emmanuelle Béart.

## Discografía

### Álbumes

#### Como parte de Starflam
- Starflam [Discipline Records / Rough Trade] (1998)
- En vivo y directo [Warner Music Benelux] (2000)
- Sobreviviente [Capitol/EMI] (2001)
- Superviviente - Edición Especial (EMI) (2002)
- Donne moi de l'amour [Hostile/EMI] (2003)
- Donne moi de l'amour - Edición Deluxe (EMI) (2004)

#### Solista
- Hotel Impala (2008)
- Sucursal de Kinshasa (2011)
- 64 Bits y Malaquita (2015)
- 137 Avenida Kaniama (2018)

## Filmografía
| Año  | Título            | Notas        |
| ---- | ----------------- | ------------ |
| 2024 | Infinite Trolling | Cortometraje |
| 2023 | Presagio          |              |
| 2019 | Zombies           | Cortometraje |